# Aldealices
Aldealices település Spanyolországban, Soria tartományban. Aldealices Castilfrío de la Sierra, Carrascosa de la Sierra, Aldealseñor és Ausejo de la Sierra községekkel határos. Lakosainak száma 20 fő (2024).

## Népesség
A település népessége az elmúlt években az alábbi módon változott:
| Lakosok száma | 28   | 24   | 24   | 23   | 25   | 26   | 30   | 36   | 22   | 20   |
|               | 2001 | 2004 | 2007 | 2009 | 2012 | 2014 | 2017 | 2019 | 2022 | 2024 |